# خلايا هيلا

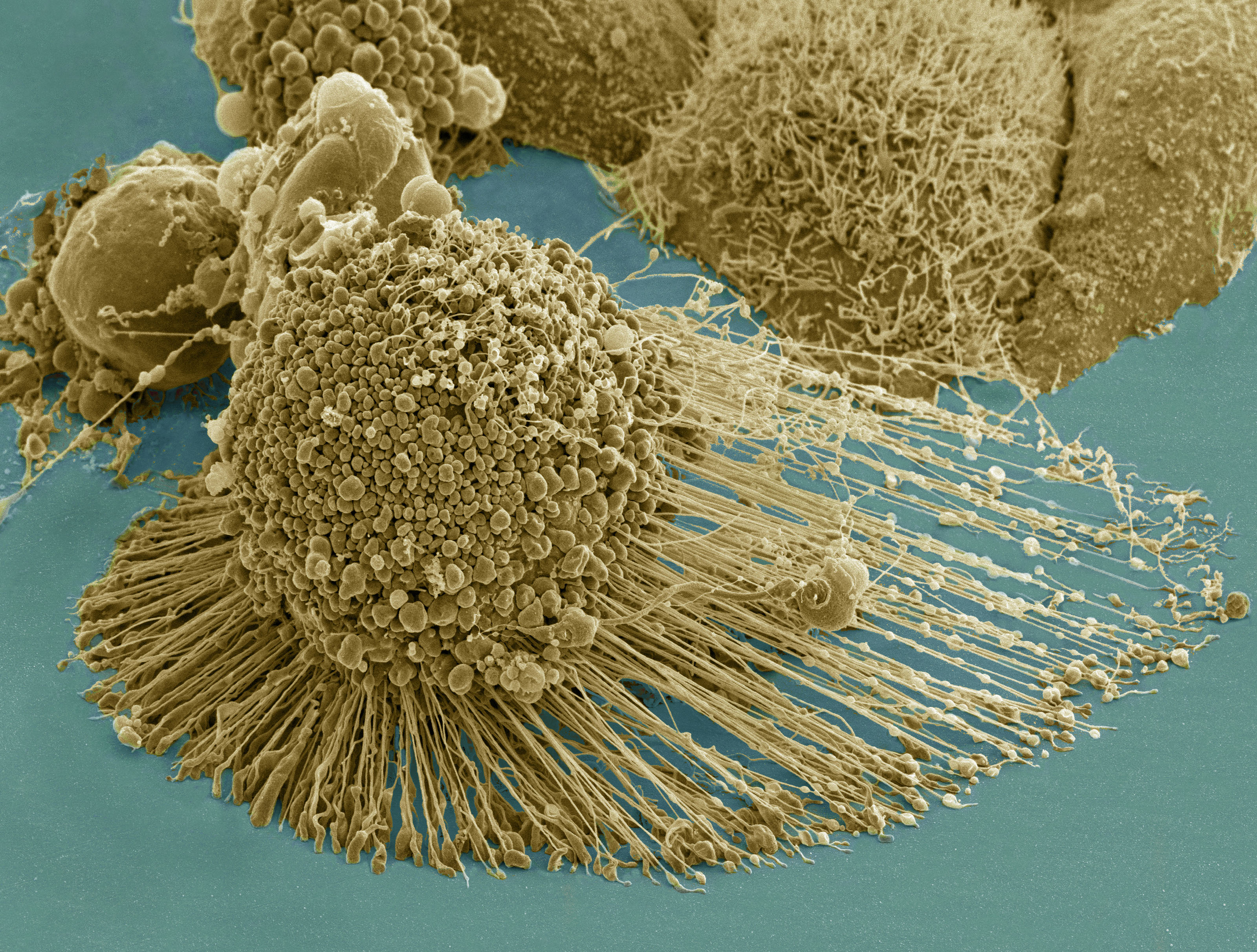
مسح صورة مجهرية إلكترونية لخلية هيلا الأبوطوزية. زايس ميرلين HR-SEM.

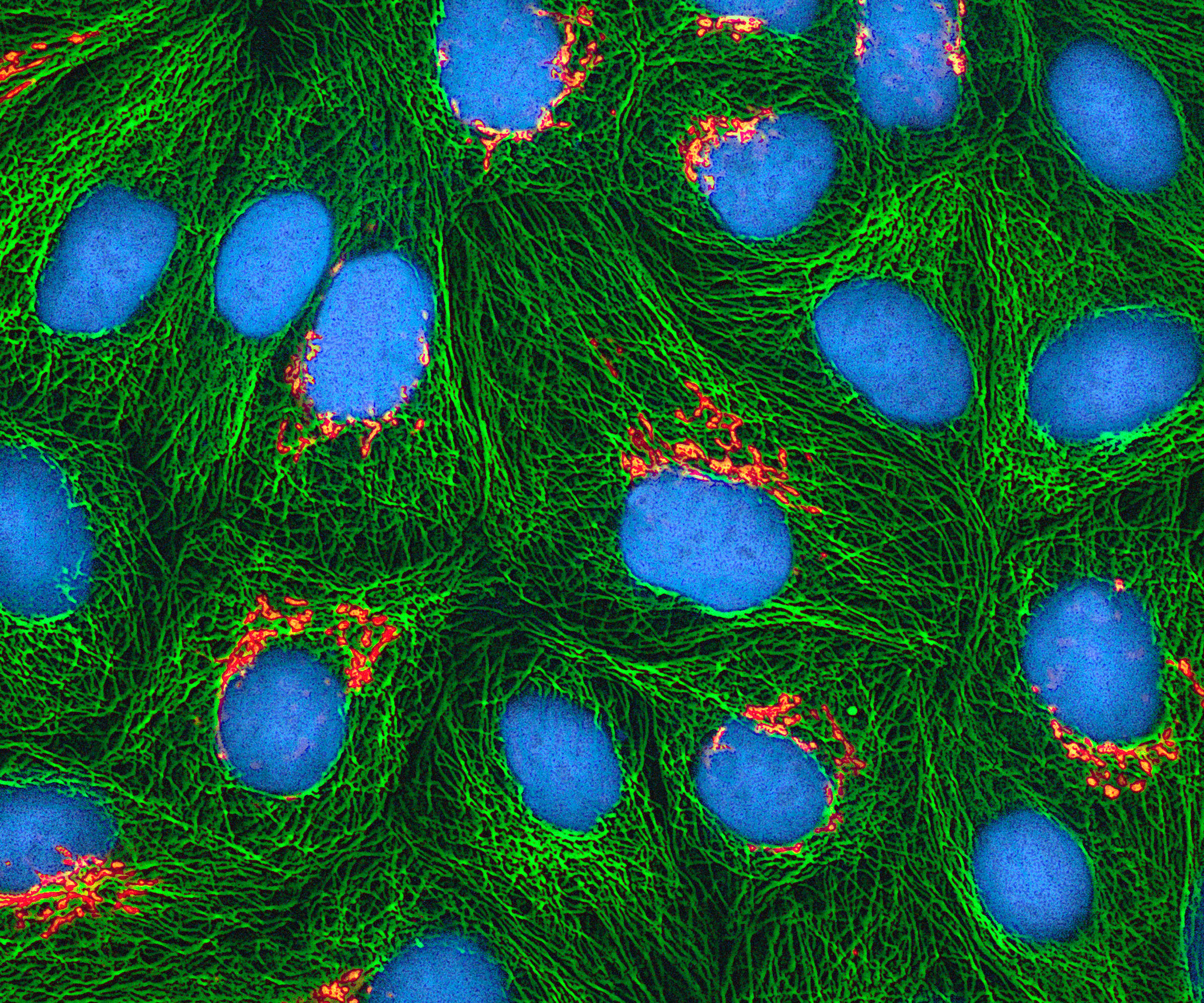
صورة لخلايا هيلا المزروعة مع بروتين فلوري "صبغة وميضية" يستهدف جهاز جولجي (برتقالي)، وأنابيب دقيقة (خضراء) ومضاد للحمض النووي (سماوي). نيكون RTS2000MP مخصصة ليزر مجهر المسح.

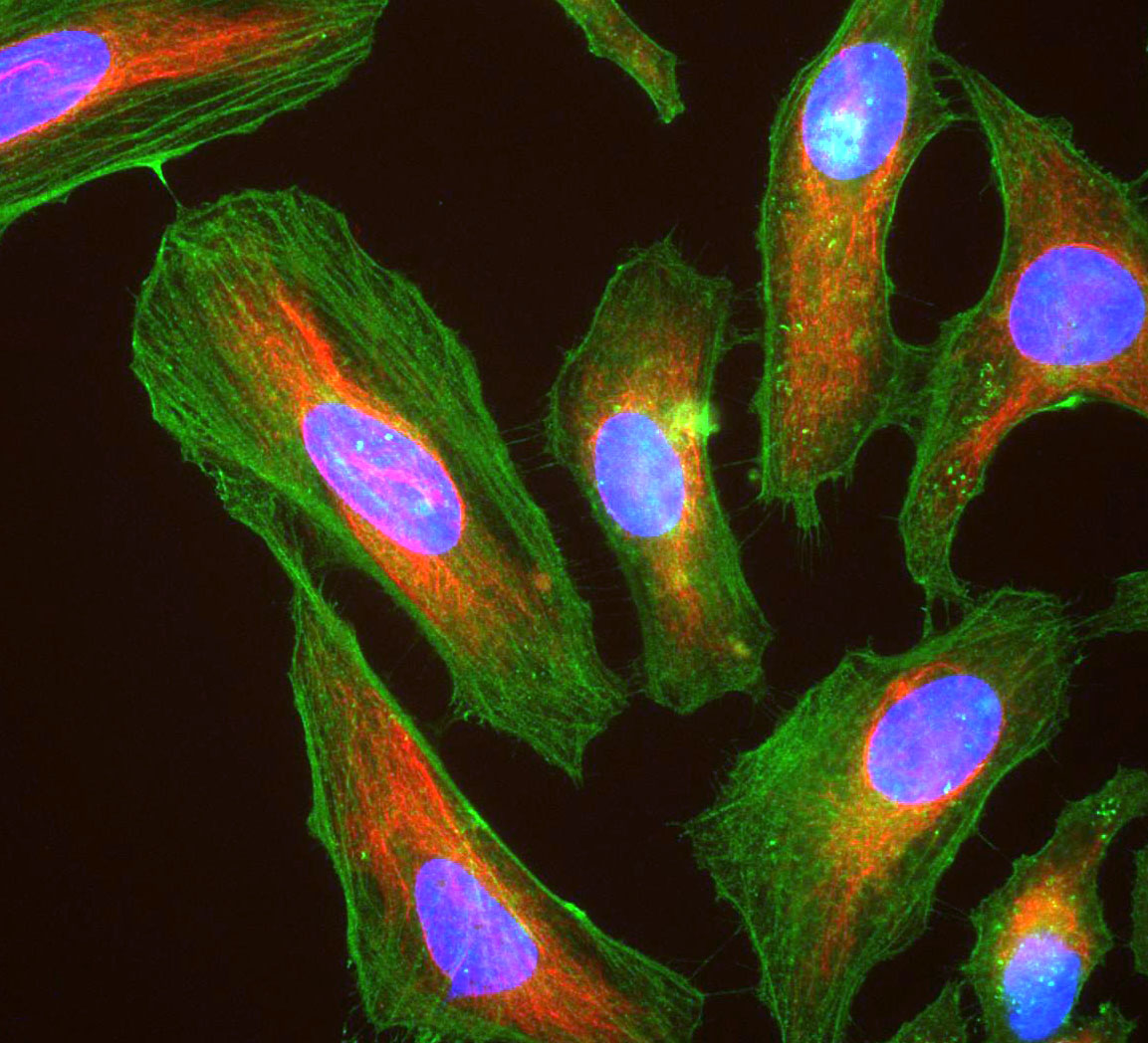
صورة فلوري مناعية من خلايا هيلا التي تزرع في زراعة الأنسجة وملطخة بالأجسام المضادة للأكتين باللون الأخضر، والفيمتين باللون الأحمر والدنا باللون الأزرق

هيلا هي سلالة خلايا خالدة تستخدم في البحث العلمي. تعتبر هذه السلالة من الخلايا البشرية الأقدم والأكثر استخدامًا. تم اشتقاق الخط من خلايا سرطان عنق الرحم المأخوذة في 8 فبراير 1951  من هنرييتا لاكس، وهي كانت مريضة توفيت بعد استئصال خلايا السرطان في 4 أكتوبر 1951. وجد المختصون في مستشفى باليتمور في ماريلاند بأن خلايا هنرييتا قوية وسريعة التكاثر بشكل ملحوظ، مما أدى إلى استخدامها على نطاق واسع في البحث العلمي.
تم أخذ الخلايا من ورم عنق الرحم السرطاني لهنرييتا لاكس دون علمها أو موافقتها، تلك كانت ممارسة شائعة في ذلك الوقت «خاصة مع الأشخاص ذوي البشرة السمراء أو الأصول غير الأوروبية». وجد عالم الأحياء الخلوية جورج أوتو ݠاي أنه يمكن إبقائها على قيد الحياة،  وتطوير خط سلالة خلوية. في السابق، كانت الخلايا المستزرعة من خلايا بشرية أخرى تظل تعيش لبضعة أيام فقط. كان العلماء يقضون وقتًا أطول في محاولة إبقاء الخلايا حية بدلاً من إجراء أبحاث فعلية بشأنها. أما الخلايا من ورم هنرييتا لاكس تصرفت بشكل مختلف. واستخدموا أول الحروف من اسمها فصارت تلقب اختصاراً بــ«هيلا»: HeLa.
خلايا هيلا هي أولى الخلايا البشرية التي نمت في المختبر وكانت «خالدة» بشكل طبيعي، وهذا يعني أنها لا تموت بعد عدد معين من انقسامات الخلية (أي الشيخوخة الخلوية). يمكن استخدام هذه الخلايا لإجراء العديد من التجارب الطبية - إذا ماتت الخلايا، يمكن ببساطة التخلص منها وتجربة التجربة مرة أخرى على خلايا جديدة من العينة ذاتها. هذا يمثل فائدة عظيمة للبحوث الطبية والعلمية، حيث سابقاً فإن مخزونات الخلايا الحية في تكون محدودة وتحتاج إلى جهد كبير للإنماء.
مكّن النمو المستقر لخلايا هيلا باحثاً في مستشفى جامعة مينيسوتا من أن ينمّي بنجاح فيروس شلل الأطفال، مما ساعد على تطوير لقاح له،  ففي عام 1952، طور جوناس سالك لقاح لشلل الأطفال باستخدام هذه الخلايا. لاختبار هذا اللقاح الجديد دخلت الخلايا مرحلة الإنتاج الضخم في أول مصنع لإنتاج الخلايا على الإطلاق.
في عام 1953، كانت خلايا هيلا هي أول خلايا بشرية تم استنساخها بنجاح  وسرعان ما نما الطلب على خلايا هيلا في الصناعات الطبية الحيوية الناشئة. فمنذ بداية استنساخها بشكل كبير، قام العديد من العلماء والباحثين باستخدامها في أنواع لا تحصى من الأبحاث والدراسات خاصة بمجال أبحاث الأمراض، ورسم خرائط الجينات، وتأثير المواد السامة على الكائنات الحية، والإشعاع على البشر. بالإضافة إلى ذلك، فإن خلايا هيلا تم استخدامها لاختبار حساسية البشر للأشرطة اللاصقة، الصمغ أو الغراء، ومستحضرات التجميل، والعديد من المنتجات التجارية والاستهلاكية الأخرى.
نما العلماء ما يقدر بنحو 50 مليون متري   طن من خلايا هيلا،  وهناك ما يقرب من 11000 براءات الاختراع نتيجة تجارب أو دراسات على هذه الخلايا.

## التاريخ

### الأصل
تم اكثار هذه الخلايا في البداية من قبل جورج أوتو ݠاي قبل وقت قصير من وفاة هنرييتا لاكس بعد استئصال ورم سرطاني في عنق رحمها في عام 1951. كانت «هيلا» أول سلالة خلية بشرية يثبت نجاحه في المختبر خارج جسم حي، وهو إنجاز علمي له فائدة مستقبلية هائلة للبحوث الطبية. تبرع Gey بهذه الخلايا جنبًا إلى جنب مع الأدوات والعمليات التي طورها مختبره لأي عالم يطلبها من أجل نشر الفائدة في العلم. لم تعطي هنرييتا لاكس ولا عائلتها الإذن لحصاد الخلايا تلك، ولكن في ذلك الوقت، لم يكن الإذن مطلوبًا ولا يُطلب عادة. في وقت لاحق تم تسويق الخلايا، على الرغم من أنها لم تحصل على براءة اختراع في شكلها الأصلي. لم يكن هناك أي شرط في ذلك الوقت (أو في الوقت الحاضر) لإبلاغ المرضى أو أقاربهم بهذه الأمور لأن المواد أو المواد المهملة التي تم الحصول عليها أثناء الجراحة أو التشخيص أو العلاج تعتبر ملكًا للطبيب أو المؤسسة الطبية. أثارت هذه القضية وحالة هنرييتا ضمن مرافعة في محكمة كاليفورنيا العليا لمور ضد. مسؤولون من جامعة كاليفورنيا . وقضت المحكمة بأن أنسجة وخلايا الشخص المهملة ليست ملكا له ويمكن تسويقها.

## تحليل

### تيلوميراز
تم اشتقاق خط سلالة خلايا HeLa لاستخدامه في أبحاث السرطان. تتكاثر هذه الخلايا بشكل غير طبيعي بسرعة، حتى عند مقارنتها بالخلايا السرطانية الأخرى. فهي مثل العديد من الخلايا السرطانية الأخرى،  تمتلك خلايا هيلا نسخة نشطة من الإنزيم تيلوميراز أثناء انقسام الخلايا،  مما يمنع التقصير التدريجي للتيلوميرات المسؤولة عن الشيخوخة وموت الخلايا. بهذه الطريقة، تتحايل الخلايا على حد هايفليك، وهو العدد المحدود من انقسام الخلايا التي يمكن لمعظم الخلايا الطبيعية القيام بها قبل أن تدخل مرحلة شيخوخة.

### رقم الكروموسوم
نقل الجينات الأفقي من فيروس الورم الحليمي البشري 18 (HPV18) لخلايا عنق الرحم البشرية انشأت جينوم HeLa ، والذي يختلف عن جينوم هنرييتا لاكس بطرق متعددة، بما في ذلك عدد الكروموسومات الخاصة فيه. تقسم خلايا هيلا الخلايا السرطانية بشكل متسارع، وتختلف أعداد الكروموسومات أثناء تكون السرطان واستزراع الخلايا.